# Bolešiny
Bolešiny (en allemand : Boleschin) est une commune du district de Klatovy, dans la région de Plzeň, en République tchèque. Sa population s'élevait à 776 habitants en 2021.

## Géographie
Bolešiny se trouve à 6 km au nord-est du centre de Klatovy, à 37 km au sud de Plzeň et à 108 km à l'ouest-sud-ouest de Prague.
La commune est limitée par Ostřetice et Předslav au nord, par Plánice à l'est, par Klatovy, Myslovice et Obytce au sud, et par Klatovy à l'ouest.

## Histoire
La première mention écrite de la localité date de 1524.

## Administration
La commune se compose de six sections :
- Bolešiny
- Domažličky
- Kroměždice
- Pečetín
- Slavošovice
- Újezdec

## Patrimoine
Patrimoine religieux

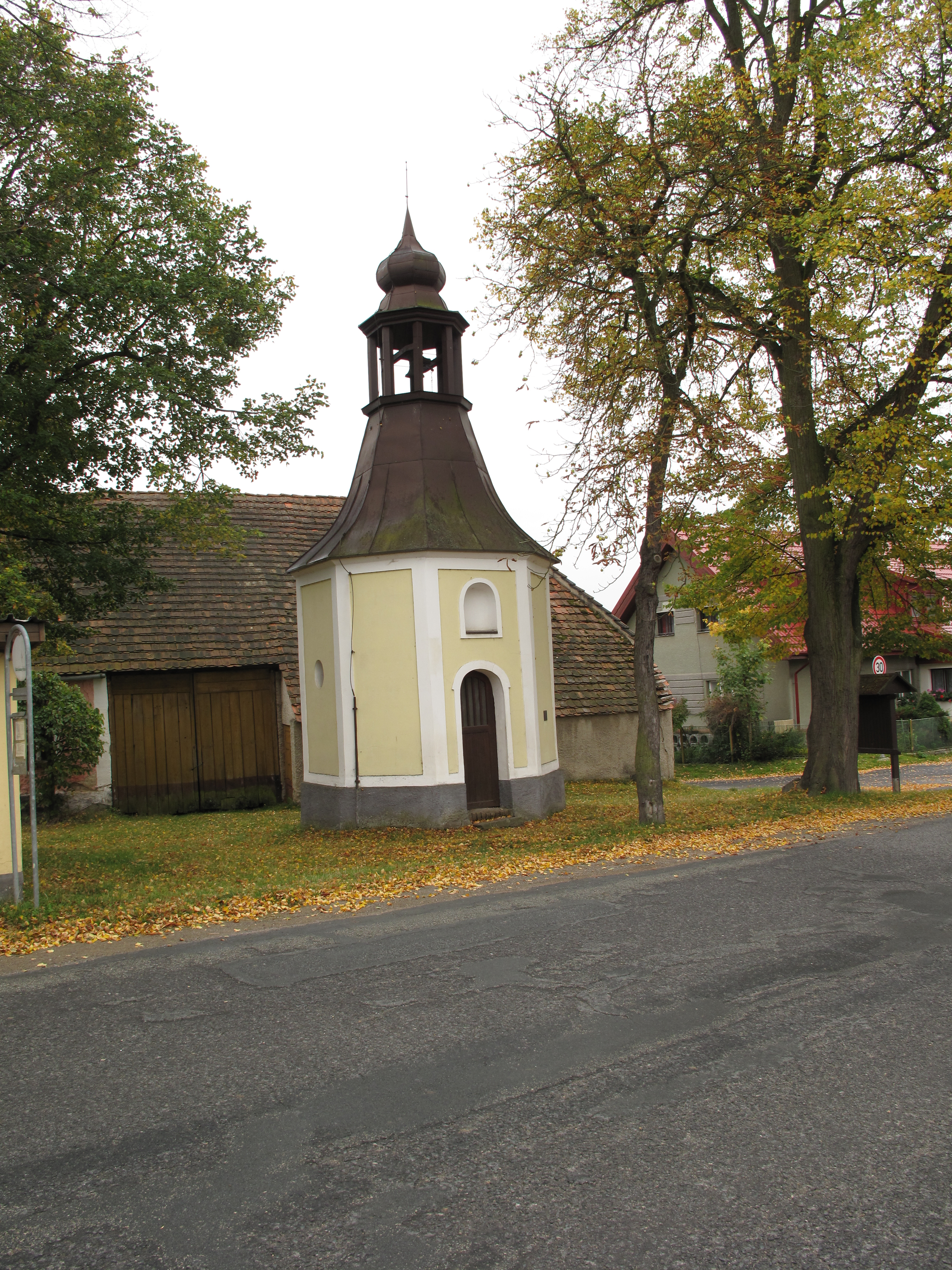
Chapelle à Bolešiny.
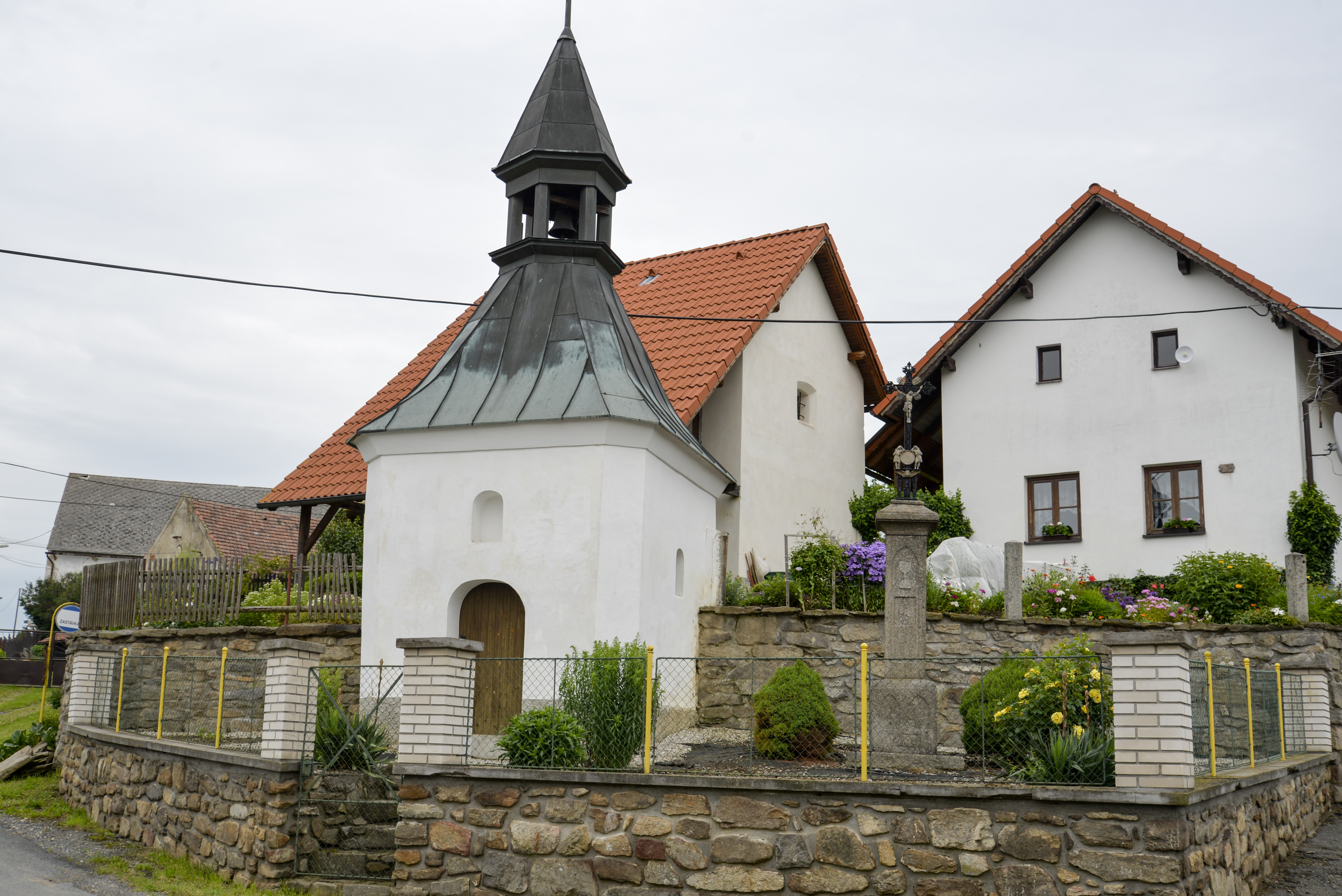
Chapelle à Kroměždice.

## Transports
Par la route, Bolešiny se trouve à 6 km de Klatovy, à 46 km de Plzeň et à 130 km de Prague.